# Грузинська залізниця
Грузинська залізниця (груз. საქართველოს რკინიგზა) — державна транспортна компанія, що займається обслуговуванням і експлуатацією залізниць Грузії.

## Опис
Грузинська залізниця розташована на території Грузії. Експлуатаційна довжина основних ліній — 1323,9 км. Експлуатуються 1422 мости, 32 тунелі, 22 пасажирських вокзали і 114 навантажувальних станцій. Станція Садахло є стиковою з Вірменською залізницею, кордон Грузинської і Азербайджанською залізницею збігаються з державним грузино-азербайджанським кордоном.

## Історія

### Залізниці Грузії в період Російської Імперії
Будівництво залізниці в Грузії розпочалося в 1865 році, хоча ідея про встановлення залізничного сполучення між Європою та Азією обговорювалась ще в 1830-их роках. Перший поїзд проїхав за маршрутом Поті — Зестафоні в 1871 році. 10 жовтня 1872 року перший поїзд прибув з Тбілісі в Поті. Цей день вважається «днем народження» грузинської залізниці. Після цього було збудовано відгалуження Ріоні — Кутаїсі (1877 р.), Самтредія — Батумі (1883 р.), Ріоні — Ткібулі (1887 р.) i Зестафоні — Чіатура (1895 р.).
У 1883 почала працювати залізниця Тбілісі-Баку, що відкрило шлях до експорту азербайджанської нафти через чорноморські порти на світові ринки. У 1899 році було відкрито залізничне сполучення між Грузією та Вірменією.

### Радянський період
До 1991 року залізниці у Грузії входили до складу Закавказької залізниці. Грузинську дільницю обслуговували Самтредське і Тбіліське відділення.

### Незалежна Грузія
Після розпаду СРСР Закавказька залізниця розділилася на Вірменську та Грузинську залізниці, частина залізничного полотна відійшла до Азербайджанської залізниці. При цьому сполучення з Азербайджанською і Вірменською (колишнє Єреванське відділення Закавказької залізниці) залізницями збереглося, а з т. зв. Абхазькою (дільниця колишнього Самтредського відділення Закавказької залізниці на захід від річки Інгурі) було перервано через руйнацію в 1992 році мосту через річку Інгурі на адміністративному кордоні Абхазії під час грузино-абхазького конфлікту 1992—1993 рр.

## Галерея

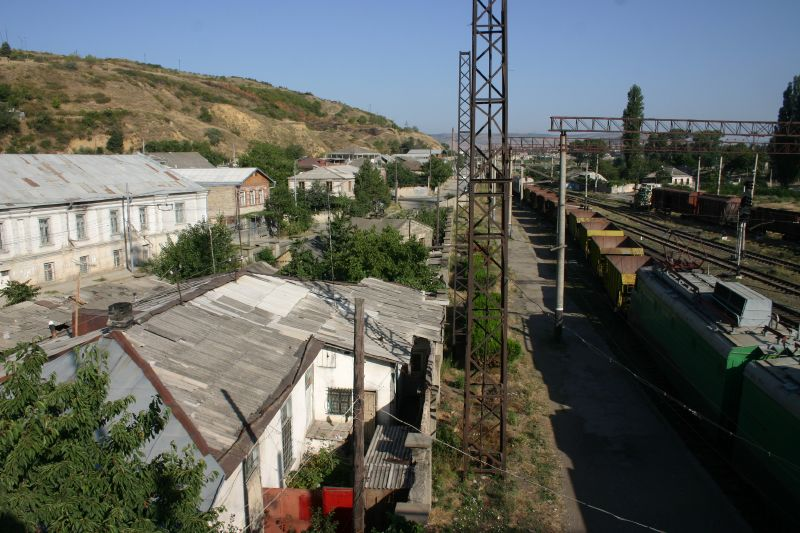
Станція Горі, на зображенні вантажний двір
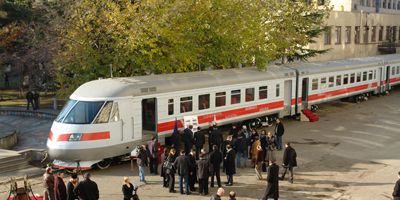
Пасажирський потяг на сьогоденній Грузинській залізниці

## Рухомий склад
Грузинська дільниця Закавказької залізниці з часів утворення СРСР була однією з випробувальних полігонів рухомого складу, особливо електровозів, вироблених і експлуатованих у СРСР і за кордоном. Головною дільницею, у якій проходили випробування рухомого складу, була дільниця Хашурі — Зестафоні, що проходить через Сурамський перевал. Сурамська перевальна дільниця, була першою у СРСР електрифікованою дільницею для вантажного руху. Найраннішим електрорухомим складом на залізницях Грузії були:
1. Сс/Си
2. ВЛ22/ВЛ22м
3. ВЛ8

Експлуатація рухомого складу ведеться локомотивними депо: Тбілісі-Пасажирський, Тбілісі-Сортувальний, Хашурі, Самтредіа, Гурдажаані, Кутаїсі, Батумі.
На 2008 рік залізниці Грузії мають у своєму інвентарному парку локомотиви наступних серій:
- Електровози: ВЛ22м, ВЛ8, ВЛ10у, ВЛ11м, E4s
- Тепловози: ТЕ3, ТЕ10, ТЕМ2, ЧМЕ3
- Електропоїзди: СР3, ЕР2.